# Christy Woods
El Bosque Christy ( en inglés : Christy Woods) es un arboreto enfocado en los ecosistemas y las plantas nativas de Indiana, así como 3 invernaderos de plantas tropicales. 
El "Christy Woods" debe su nombre gracias a Christie Lee Woods, y tiene un total de 18 acres (73,000 m²) de extensión.
Se encuentra en la esquina suroeste del campus de la Universidad Estatal Ball en Muncie, Indiana.
El código de identificación del Christy Woods como miembro del "Botanic Gardens Conservation Internacional" (BGCI), así como las siglas de su herbario es BSUH.

## Localización
Ball State University 2000 W. University Ave. Muncie, Delaware county, Indiana 47306 United States of America-Estados Unidos de América. 
Planos y vistas satelitales.40°11′58.45″N 85°24′57.08″O / 40.1995694, -85.4158556
Los invernaderos son visitables de lunes a viernes de 7:30 a. m. a 4:30 p. m. y los fines de semana previa cita.

## Historia
Christy Woods era parte del regalo original de tierras al Estado de Indiana de los "Ball Brothers" en 1918. El Dr.O. B. Christy trabajó con sus clases de biología para trasplantar plantas silvestres de todo el estado de Indiana en el bosque. En 1928, fueron creados senderos y lechos de cultivo del jardín.
En el imaginero popular del Christy Woods se cree que en este habita el espíritu de un antiguo estudiante de Ball State que se suicidó, así como un sátiro y una mujer muy descuidada (quien puede ser la víctima de suicidio). La gente oye voces sin cuerpo en el bosque.
Christy Woods ha sido recientemente designada como reserva botánica protegida por el gobierno federal ya que es el último reducto considerable de hábitat de ejemplares maduros de roble escarlata. El roble escarlata, o Quercus coccinea, comúnmente conocido por los primeros colonos mormones como 'squirrelnutty tree' se han vuelto muy raro en los últimos años debido a las infestaciones de escarabajos coreanos.

## Colecciones
Actualmente, aproximadamente tres cuartas partes de la superficie de Christy Wood está cubierto por bosque maduro, dominado por una mezcla de robles, nogales pecana, fresnos, nogales, almez y arce.
En una extensión de 5 hectáreas se desarrolla una pradera de hierbas altas, y una zona de humedal.
En su interior el arboreto alberga los tres invernaderos de la colección de orquídeas y banco de especies Wheeler que acoge unas 1,200 plantas de orquídeas, con más de 85 géneros, representados por más de 500 diferentes especies y más de 100 híbridos. Están dedicados a la enseñanza, investigación, y la propagación de especies de orquídeas en peligro.